# Spånga-Tensta
Spånga-Tensta – okręg administracyjny (stadsdelsområde) w ramach gminy Sztokholm, położony w jej północno-zachodniej części (Västerort).
Według danych opublikowanych przez gminę Sztokholm, 31 grudnia 2014 r. stadsdelsområde Spånga-Tensta liczyła 39 082 mieszkańców, obejmując następujące dzielnice (stadsdel):
- Bromsten
- Flysta
- Lunda
- Solhem
- Sundby
- Tensta

Powierzchnia wynosi łącznie 12,86 km², z czego wody stanowią 0,01 km².